# Edgar Morin

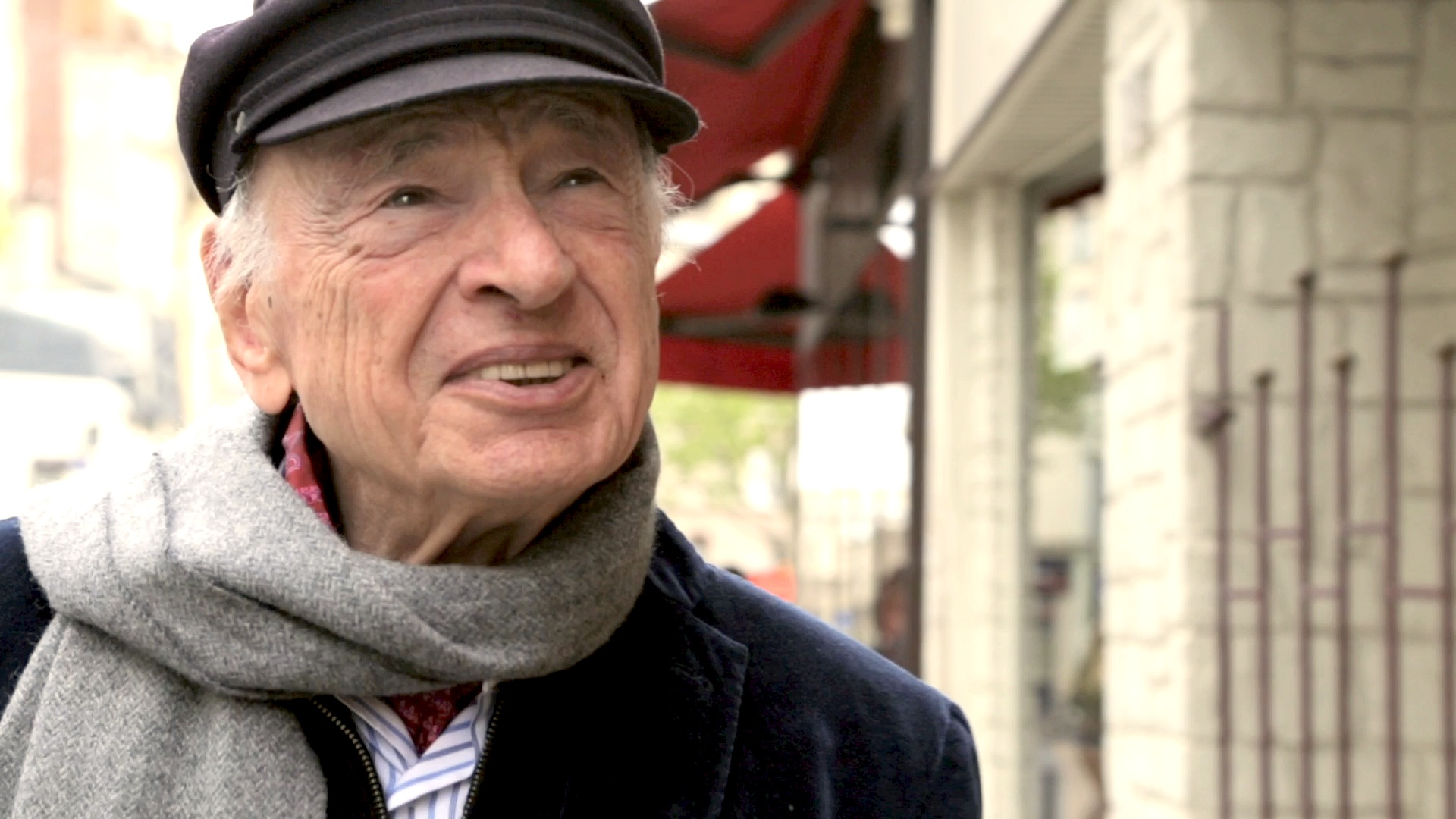
Edgar Morin

Edgar Morin [edgar moren] (* 8. července 1921 Paříž) je francouzský filozof a sociolog s velmi širokým záběrem témat a interdisciplinárním přístupem k současným problémům. Byl jedním z vědeckých ředitelů CNRS a založil Asociaci pro komplexní myšlení.

## Život
Narodil se jako Edgar Nahoum v sefardské rodině v Paříži, kam se jeho rodiče přestěhovali z řecké Soluně, sám však je výrazný ateista. Vystudoval historii a geografii na Sorbonně, kde pak vystudoval také práva. Po obsazení Francie nacisty se roku 1942 připojil k partyzánské armádě Résistence a přijal krycí jméno Morin, které si pak už ponechal. Od roku 1945 pracoval ve štábu francouzské okupační armády a poválečnou situaci v Německu popsal v knize „Německo - rok nula“. Za války vstoupil do komunistické strany Francie, od roku 1948 se však s ní dostával do sporu a roku 1949 z ní byl vyloučen pro kritiku Stalina. Aktivně se stavěl proti válce v Alžíru a působil při založení francouzské socialistické strany.
S podporou Maurice Merleau-Pontyho a V. Jankélévitche byl roku 1950 přijat do CNRS, kde se rok věnoval terénnímu výzkumu proměn vesnice ve francouzské Bretani. Roku 1956 spoluzakládal revue Arguments, založil a vedl Centrum pro studium masové komunikace a vedl revue Communications. Po roce 1960 přednášel dva roky v Latinské Americe a roku 1969 pracoval v Salk Institute v San Diego v Kalifornii.

## Myšlení a dílo
V knize „Věda se svědomím“ (Science avec conscience) z roku 1982 vyložil svůj koncept „komplexního myšlení“ a transdisciplinarity. Od roku 1977 vycházela jeho šestidílná „Metoda“ s tituly „Povaha přírody“ (La nature de la nature), „Život života“ (La vie de la vie, 1980), „Poznání poznání“ (La connaissance de la connaissance, 1986), „Ideje“ (Les idées, 1991), „Lidství lidstva - lidská identita“ (L’humanité de l’humanité - l’identité humaine, 2001) a „Etika“ (2004).
Roku 1993 vydal knihu „Země - naše vlast“ (Terre - Patrie), věnovanou ekologickým problémům. Morin říká, že „Země závisí na člověku, který závisí na Zemi“ a vyzývá k „civilizační politice“, jejímž jádrem je starost o budoucnost člověka. Článek „Izrael-Palestina: rakovinný nádor“ z roku 2002, kde spolu se dvěma dalšími autory kritizoval izraelskou politiku vůči Palestincům, vyvolal bouřlivou diskusi a Morin byl dokonce odsouzen, ale odvolací soud rozsudek zrušil s odvoláním na svobodu slova.

## Vyznamenání a ocenění

### Státní vyznamenání
- velkodůstojník Řádu čestné legie (Francie)
- velkodůstojník Národního řádu za zásluhy (Francie)
- komandér Řádu umění a literatury (Francie)
- velkokříž Řádu svatého Jakuba od meče (Portugalsko, 30. března 2000)[1]
- důstojník Řádu za občanské zásluhy (Španělsko)

### Ocenění
Je čestným doktorem 14 univerzit v Evropě, Latinské Americe a Kanadě a nositelem zlaté medaile UNESCO.

#### Video
- Vidéos d'Edgar Morin réalisées par Denis Failly autour d'Intelligence de la complexité issu du colloque de Cerisy
- Conférence : université d'Été : Relier les Connaissances, Transversalité, Interdisciplinarité. Production : université Louis-Pasteur, Strasbourg, 2002.
- Edgar Morin v roce 2003, archiv švýcarské frankofonní televize